# Organització Mundial de Boxa
L'Organització Mundial de Boxa (WBO), en anglès World Boxing Organization, és una organització professional reguladora de boxa que es troba a San Juan, Puerto Rico.

## Història
L'Organització Mundial de Boxa va començar després que un grup porto-riqueny i dominicà se separés de l'Associació Mundial de Boxa el 1988, en una convenció anual a Illa Margarita, Veneçuela, disgustats per les qüestionables regles de l'Associació i pels sistemes de classificacions que es feien servir.
El primer president va ser Ramón Pina Acevedo de la República Dominicana. El seu primer combat pel títol mundial va tenir lloc a la categoria del pes supermig entre Thomas Hearns i James Kinch, el qual va guanyar el primer per decisió.

## Campions actuals
| Pes           | Títol                | Data                   |
| ------------- | -------------------- | ---------------------- |
| Palla         | Donnie Nietes        | 30 de setembre de 2007 |
| Super palla   | Giovanni Segura      | 28 d'agost de 2010     |
| Mosca         | Julio César Miranda  | 12 de juny de 2010     |
| Super mosca   | Omar Andrés Narváez  | 16 de maig de 2010     |
| Gall          | Nonito Donaire       | 19 de febrer de 2011   |
| Super gall    | Wilfredo Vazquez Jr. | 27 de febrer de 2010   |
| Ploma         | Juan Manuel López    | 23 de gener de 2010    |
| Super ploma   | Ricky Burns          | 4 de setembre de 2010  |
| Lleuger       | Juan Manuel Márquez  | 28 de febrer de 2009   |
| Super lleuger | Timothy Bradley      | 4 d'abril de 2009      |
| Welter        | Manny Pacquiao       | 14 de novembre de 2009 |
| Super welter  | Sergiy Dzinziruk     | 3 de desembre de 2005  |
| Mig           | Dmitry Pirog         | 31 de juliol de 2010   |
| Supermig      | Robert Stieglitz     | 22 d'agost de 2009     |
| Semipesant    | Jürgen Brähmer       | 13 de novembre de 2009 |
| Creuer        | Marco Huck           | 29 d'agost 2009        |
| Pesant        | Wladimir Klitschko   | 23 de febrer 2008      |

Actualitzat el 16 d'agost de 2010.